# 法華宗本門流

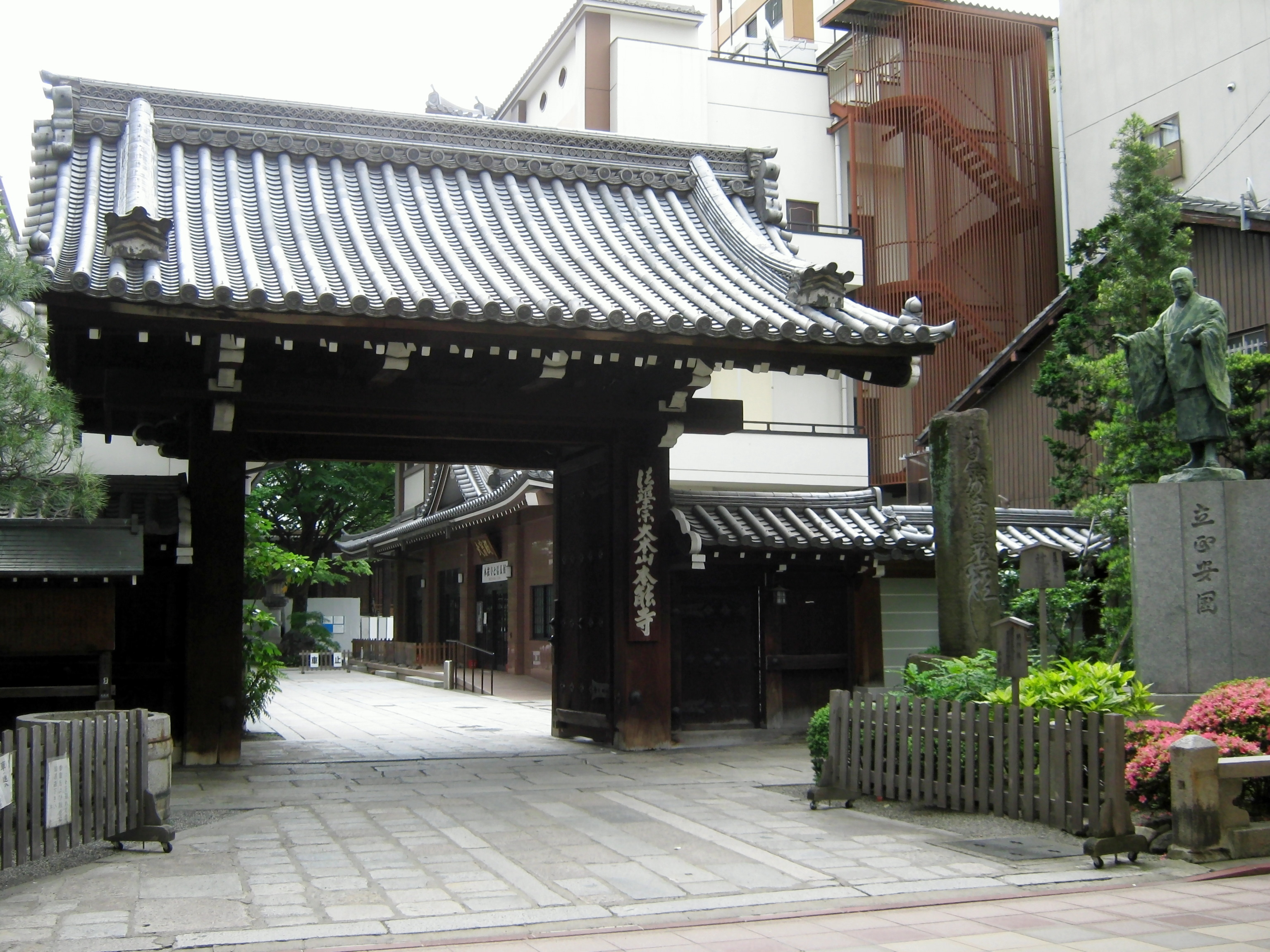
本能寺表門

法華宗本門流（ほっけしゅう ほんもんりゅう）は、日蓮を宗祖とし、日隆を派祖とする日蓮門下の一派。大本山は本能寺、本興寺、徳永山光長寺、長国山鷲山寺。本尊は本門八品上行所伝の南無妙法蓮華経。
日隆は妙顕寺日霽を師として修学したが、法華経について論争があり、「八品正意論」を提唱し、妙顕寺を出て本能寺を建立し、日隆門流を興す。

## 沿革
- 1415年（応永22年） - 日隆が京都に本能寺を建立
- 1582年（天正10年） - 本能寺の変
- 1872年（明治5年） - 一宗一管長制により、日蓮門下の諸門流と連合
- 1874年（明治7年） - 日隆門流は勝劣派に属する
- 1876年（明治9年） - 管長設置により、日隆門流は八品派と公称し、勝劣派は解体
- 1898年（明治31年） - 八品派が本門法華宗と改称
- 1941年（昭和16年） - 宗教団体法により、本門法華宗と本妙法華宗と法華宗が合同し、法華宗と公称。昭和法難の弾圧が起こる。
- 1951年（昭和26年） - 旧本門法華宗皆成派の光長寺、鷲山寺、本能寺、本興寺の本山末寺が法華宗から独立し、法華宗本門流と公称する。なお旧本門法華宗久遠派の妙蓮寺（京都府）の本山末寺は本門法華宗として独立した。

## 教区
- 北海道教区 - 北海道
- 東北教区 - 青森県、秋田県、岩手県、福島県
- 千葉教区 - 千葉県、茨城県
- 東京教区 - 東京都、神奈川県、埼玉県、群馬県、栃木県
- 東海教区 - 静岡県、山梨県、愛知県、岐阜県
- 北陸教区 - 富山県、石川県、福井県
- 京都教区 - 京都府、三重県、滋賀県
- 大阪教区 - 大阪府、奈良県、和歌山県
- 兵庫教区 - 淡路島を除く兵庫県
- 淡路教区 - 兵庫県淡路島
- 中国教区 - 岡山県、広島県、鳥取県、島根県、山口県
- 四国教区 - 徳島県、香川県、愛媛県
- 九州教区 - 福岡県、長崎県、熊本県、佐賀県、大分県、宮崎県、鹿児島県

## 参考資料
- 『法華宗宗門史』法華宗(本門流)宗務院(1988年)